# NGC 7125
NGC 7125 (другие обозначения — PGC 67417, ESO 145-17, AM 2145-605, IRAS21456-6056) — спиральная галактика с перемычкой (SBc) в созвездии Индеец.
Этот объект входит в число перечисленных в оригинальной редакции «Нового общего каталога».
В галактике вспыхнула сверхновая SN 2012du типа IIp, её пиковая видимая звездная величина составила 15,3.